# Finkenstein am Faaker See
Finkenstein am Faaker See (sl.: Bekštanj) is een gemeente in de Oostenrijkse deelstaat Karinthië, gelegen in het district Villach-Land. De gemeente heeft ongeveer 8200 inwoners.

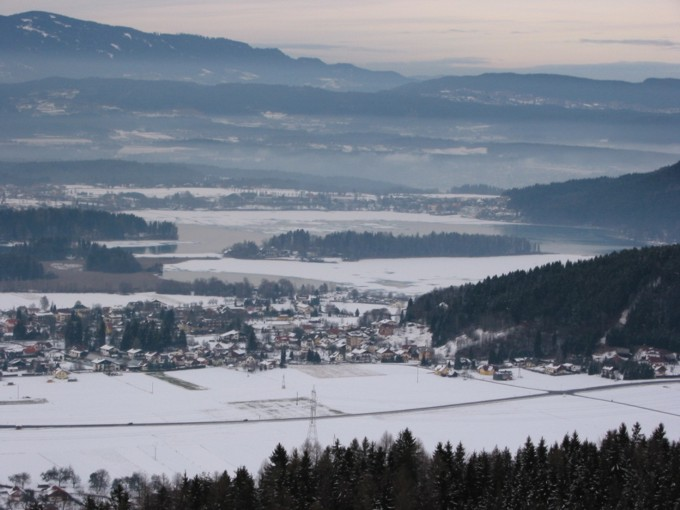
Faak am See in de winter (met uitzicht op Burgruine Finkenstein)

## Geografie
Finkenstein am Faaker See heeft een oppervlakte van 102 km². Het ligt in het uiterste zuiden van het land.

## Persoonlijkheden
- Valentin Oman (Sankt Stefan/Šteben, 1935), beeldhouwer
- Jurij Matej Trunk (Faak am See/Bače, 1870 - San Francisco, 1973), priester en auteur

Afritz am See · Arnoldstein · Arriach · Bad Bleiberg · Feistritz an der Gail · Feld am See · Ferndorf · Finkenstein am Faaker See · Fresach · Hohenthurn · Nötsch im Gailtal · Paternion · Rosegg · St. Jakob im Rosental · Stockenboi · Treffen am Ossiacher See · Velden am Wörther See · Weißenstein · Wernberg
- Gemeinsame Normdatei: 4512197-7
- Nationale Bibliotheek van Tsjechië: ge1184513
- Virtual International Authority File: 240081833